# Amtsgericht Eckernförde

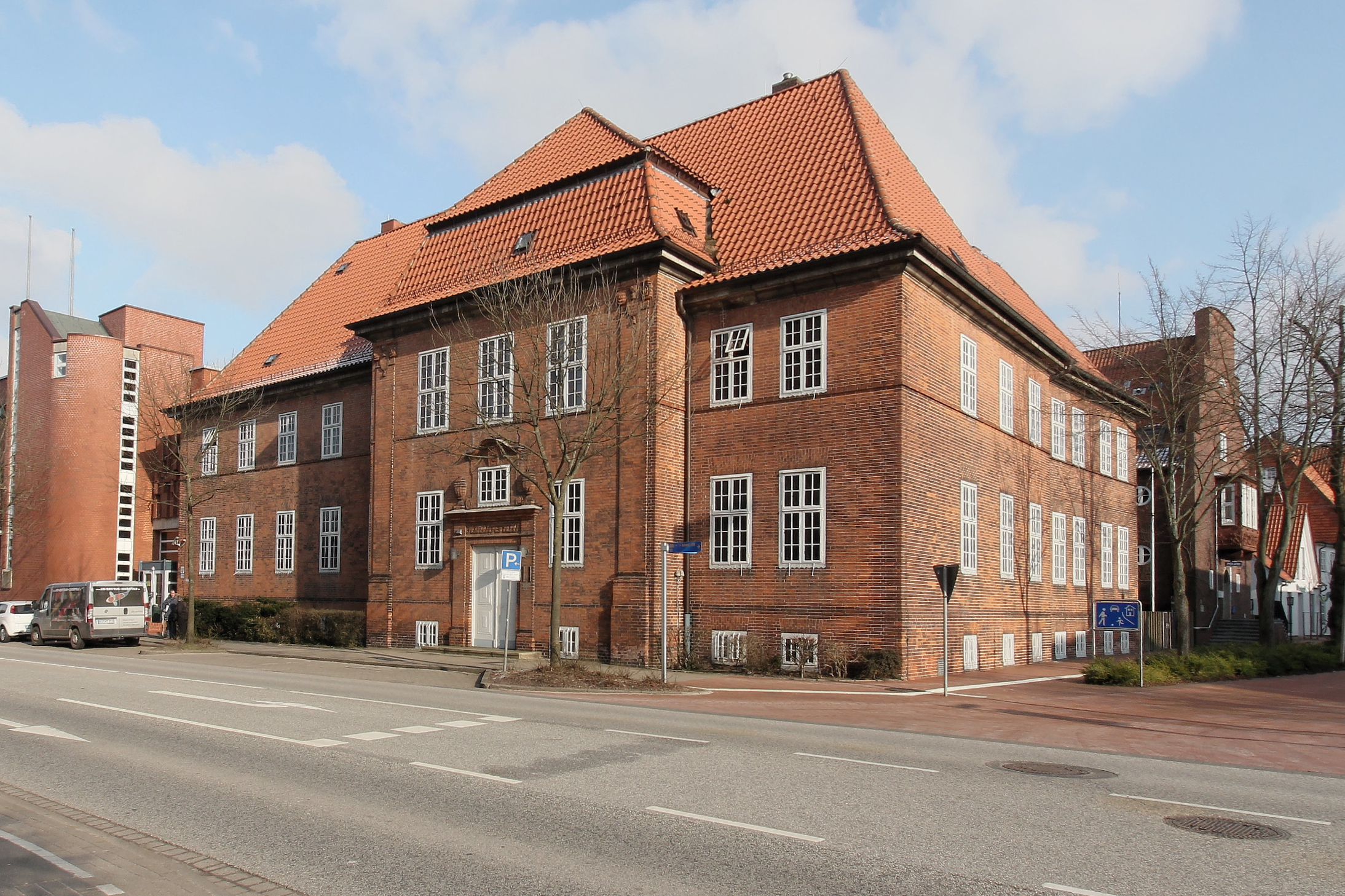
Gebäude des Amtsgerichtes Eckernförde

Das Amtsgericht Eckernförde (AG Eckernförde) ist ein deutsches Gericht der ordentlichen Gerichtsbarkeit. Es ist eines von sieben Amtsgerichten im Bezirk des Landgerichts Kiel und eines von 22 Amtsgerichten in Schleswig-Holstein. Direktor des Gerichtes ist Kai Thomsen.

## Gerichtssitz und -bezirk

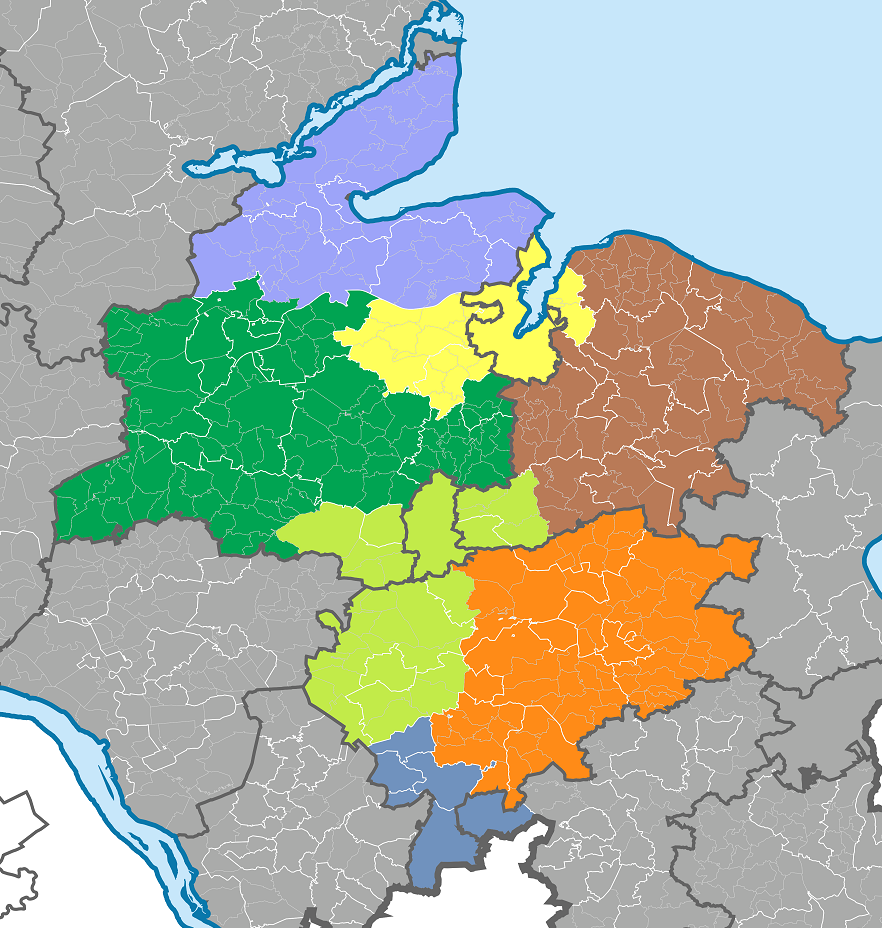
Gerichtsbezirke der dem LG Kiel nachgeordneten Amtsgerichte
AG Eckernförde
AG Rendsburg
AG Kiel
AG Plön
AG Neumünster
AG Bad Segeberg
AG Norderstedt

Das Gericht hat seinen Sitz in der Stadt Eckernförde.
Der Gerichtsbezirk umfasst das Gebiet der folgenden Städte und Gemeinden.
| - Ahlefeld-Bistensee, - Altenhof, - Altenholz, - Ascheffel, - Barkelsby, - Brekendorf, - Brodersby, - Bünsdorf, | - Damendorf, - Damp, - Dänischenhagen, - Dörphof, - Eckernförde, - Felm, - Fleckeby, - Gammelby, | - Gettorf, - Goosefeld, - Groß Wittensee, - Güby, - Haby, - Holtsee, - Holzbunge, - Holzdorf, | - Hummelfeld, - Hütten, - Karby, - Klein Wittensee, - Kosel, - Lindau, - Loose, - Neu Duvenstedt, | - Neudorf-Bornstein, - Neuwittenbek, - Noer, - Osdorf, - Osterby, - Owschlag, - Rieseby, - Schinkel, | - Schwedeneck, - Sehestedt, - Strande, - Tüttendorf, - Thumby, - Waabs, - Windeby und - Winnemark. |

## Gebäude
1873 zog das Amtsgericht in ein Gebäude an der Reeperbahn, welches 1922 durch einen Neubau ersetzt wurde.
Untergebracht ist das Gericht unter der Anschrift Reeperbahn 45-47. Der ältere Teil des Gerichtsgebäudes ist ein 1922 erbauter Backsteinbau im Stil des Neobarock, der als Kulturdenkmal geschützt wurde.

## Geschichte
Mit der Annexion Schleswig-Holsteins wurden 1867 in der nunmehr preußischen Provinz fünf Kreisgerichte und das übergeordnete Appellationsgericht Kiel eingerichtet. Als Eingangsgerichte wurden Amtsgerichte geschaffen, darunter zum 1. September 1867 das Amtsgericht Eckernförde als eines von 15 Amtsgerichten des Kreisgerichts Schleswig. Den Gerichtssprengel bildeten Stadt und Landgemeinde Eckernförde sowie die Kirchspiele Kosel, Hütten und Borbye. Die Stadt hatte zu der Zeit unter Bürgermeister Nissen 4.800 Einwohner.
Mit dem Inkrafttreten des deutschen Gerichtsverfassungsgesetzes am 1. Oktober 1879 wurden reichsweit einheitlich Amts-, Land- und Oberlandesgerichte geschaffen. Das Amtsgericht Kiel blieb bestehen und war nun dem Landgericht Kiel nachgeordnet.
Sein Gerichtsbezirk umfasste daraufhin den Kreis Eckernförde außer den Teilen, die den Amtsgerichten Gettorf, Kiel und Rendsburg zugeordnet waren. Am Gericht bestanden 1880 zwei Richterstellen. Das Amtsgericht war damit ein mittelgroßes Amtsgericht im Landgerichtsbezirk.
Während des Zweiten Weltkrieges gehörte das Amtsgericht in Eckernförde zu den wenigen, die weiter bestanden. 1975 wurde ein Anbau fertiggestellt. Als 1978 das Amtsgericht in Gettorf und 2007 in Kappeln geschlossen wurde, erweiterte sich der Zuständigkeitsbereich. 2017 ist das Amtsgericht Eckernförde für 90.000 Menschen in 49 Gemeinden zuständig und damit das kleinste Amtsgericht in Schleswig-Holstein.

## Übergeordnete Gerichte
Im Instanzenzug ist das Amtsgericht Eckernförde dem Landgericht Kiel und dem Schleswig-Holsteinischen Oberlandesgericht in Schleswig nachgeordnet.